# Smal beemdgras
Smal beemdgras (Poa angustifolia) is een lage tot middelhoge (20-60 cm), eenzaadlobbige, kruidachtige, overblijvende plant die normaal gesproken bloeit in de voorzomer of zomer (mei tot juli) en groeit op zonnige tot licht beschaduwde plaatsen op droge, matig voedselarme tot matig voedselrijke, kalkhoudende grond. De soort werd vroeger beschouwd als ondersoort (P. pratensis ssp. angustifolia) van veldbeemdgras.

## Naamgeving
De geslachtsnaam Poa is Grieks voor "gras", terwijl de van het Latijn afgeleide soortaanduiding angustifolia "smalbladig" betekent.

## Beschrijving
De stengel van smal beemdgras is bovenaan rond of iets afgeplat met twee tot vier knopen. De onderste bladen zijn lijnvormig, ongeribd en hebben een groef aan weerszijden van de middennerf. Ze zijn stijf samengevouwen, staan vaak ook stijf rechtop en zijn meestal minder dan 1½ mm breed. Het bovenste blad aan de stengel is hoogstens 2 mm breed en meestal geelachtig groen van kleur. Het tongetje loopt zeer smal af langs de randen van de bladschede. De bloeiwijze staat wijd uit en ziet er van boven vierkantig tot iets samengetrokken uit. Onderaan in de bloeiwijze staan er meestal drie tot vijf zijtakken bij elkaar. Elk aartje bevat twee tot vijf tweeslachtige bloemen zonder kafnaalden. Aan de basis van het aartje staan twee vlezige kelkkafjes. Elke bloem (in gesloten toestand 3¼ bij 0,6 mm) heeft aan de basis een vliezig buitenste en binnenste kroonkafje (lemma respectievelijk palea geheten) en ze bestaan verder uit een vruchtbeginsel met twee donsveerachtig vertakte stempels en twee meeldraden met dunne helmdraden. Gedroogde buitenste kroonkafjes hebben duidelijk uitspringende nerven. De witte wortelstokken zijn stevig. De eenzadige graanvrucht is langwerpig eivormig (1,8 bij 0,4 mm) met spitse einden.

### Diversiteit
Smal beemdgras zet vrijwel altijd zaad zonder dat bevruchting heeft plaatsgevonden (zogenoemde apomixie), net als nauwe verwant veldbeemdgras, en knolbeemdgras. Hierdoor zijn de exemplaren van deze soort op een bepaalde locatie bijna altijd heel eenvormig, en kunnen ze behoorlijk afwijken van exemplaren in andere populaties. Hierdoor is het lastig om te bepalen hoe de taxa moeten worden afgegrensd.

### Verschillen met andere grassoorten
Smal beemdgras verschilt van veldbeemdgras doordat bij deze laatste soort de 2-4 mm brede onderste bladen los samen zijn gevouwen en het bovenste stengelblad 2½-4 (bij uitzondering tot 6) mm breed en van boven vaak blauwgroen van kleur is. Het tongetje loopt bij veldbeemdgras duidelijk af langs de randen van de bladschede.
Als smal beemdgras niet bloeit lijkt hij op rood zwenkgras, maar de bladen zijn bij deze laatste soort van boven duidelijk geribd, bij Poa angustifolia hebben ze twee groeven.

## Verspreiding
Smal beemdgras komt voor in de koel-gematigde zones van het Noordelijk halfrond. In Europa wordt hij aangetroffen van IJsland en Scandinavië tot het noorden van Spanje, in het zuiden tot Italië maar niet op Sardinië, Sicilië en in Calabrië, tot de noordelijke Balkan maar niet in Albanië, Griekenland, Macedonië en Bulgarije. Verder wordt hij aangetroffen in een strook door Rusland en Siberië (maar niet aan de noordkust) tot het noordoosten van China, de zuidpunt van Sachalin en Hokkaido, in de noordwestelijke helft van Mongolië en de Xinjiang, de bergen van Afghanistan, Pakistan en in het noordwesten van India. Het verspreidingsgebied in Noord-Amerika komt ongeveer overeen met de VS met uitzondering van het zuidoosten. Toch is het verspreidingsgebied nog slecht bekend omdat de soort bij inventarisaties vaak niet wordt onderscheiden van veldbeemdgras.
In Nederland is de soort oorspronkelijk inheems, vrij zeldzaam maar niet bedreigd. Hij komt het meest voor in het zuiden en midden van Limburg, langs de rivieren en in de duinen, en is zeldzaam op veen en zware klei. In Vlaanderen is hij vrij zeldzaam tot zeldzaam. In Wallonië is smal beemdgras vrij algemeen in het Maasgebied en in de zuidelijke Ardennen maar elders vrij zeldzaam tot zeldzaam. Overigens is ook binnen Nederland en België de verspreiding niet goed bekend.